# Synema gracilipes
Synema gracilipes là một loài nhện trong họ Thomisidae.
Loài này thuộc chi Synema. Synema gracilipes được Maria Dahl miêu tả năm 1907.